# Restos
Restos es una película mexicana dirigida por Alfonso Pineda Ulloa y protagonizada por Leonardo Sbaraglia, Ilse Salas y Manolo Cardona. Fue estrenada el 8 de marzo de 2012.

## Sinopsis
Daniel se aísla en un hotel donde a diario bebe recordando su amor con Elena. Él es sonámbulo y baja dormido a la playa, donde conoce a Ana, una ciega casada con Marco que es un misógino que de noche va al mar para llorar sus penas.

## Reparto
- Leonardo Sbaraglia como Daniel
- Ilse Salas como Elena
- Manolo Cardona como Luis
- Amorita Rasgado como Hotel Housekeeper
- Carolina Guerra
- Omar Ceballos como Snob gallery
- Xavier Sodi